# Hermanas de la Caridad de Jesús y María
La Congregación de Hermanas de la Caridad de Jesús y María (oficialmente en latín: Congregatio Sororum Caritatis Jesus et Mariae) es un congregación religiosa católica femenina, de vida apostólica y de derecho pontificio, fundada en 1803 por el sacerdote belga Pedro José Triest y la religiosa Maria-Theresia van der Gauwen, en Lovendegem. A las religiosas de este instituto se les conoce como hermanas o damas de Lovendegem y posponen a sus nombres las siglas S.C.J.M.

## Historia

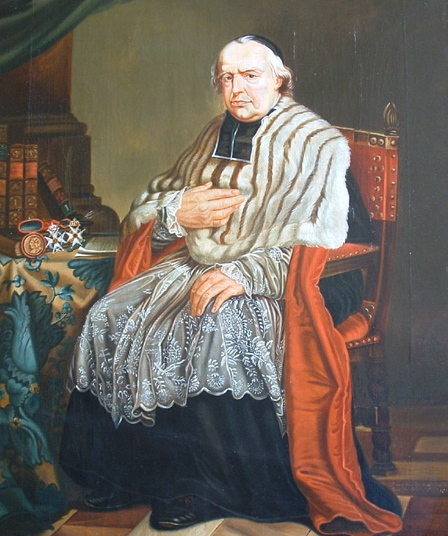
Pedro José Triest (1760-1836), fundador de la congregación.

La congregación fue fundada en Lovendegem (Bélgica), el 4 de noviembre de 1803, por el sacerdote Pedro José Triest, con la ayuda de la monja cisterciense Maria-Theresia van der Gauwen, para la educación de la juventud y la atención de los enfermos. Triest redactó para las religiosas unas constituciones inspiradas en las de las de Vicente de Paúl y las de Bernardo de Claraval.
El instituto recibió la aprobación como congregación religiosa de derecho diocesano el 2 de julio de 1804, de parte de Gand Fallot de Beaumont, obispo de Gand. El papa Pío VII elevó el instituto a congregación religiosa de derecho pontificio, mediante decretum laudis del 29 de septiembre de 1816.

## Organización
La Congregación de Hermanas de la Caridad de Jesús y María es un instituto religioso de derecho pontificio y centralizado, cuyo gobierno es ejercido por una superiora general. La sede central se encuentra en Bruselas (Bélgica).
Las hermanas de Lovendegem se dedican a la educación e instrucción cristiana de la juventud, a la atención de ancianos, enfermos y discapacitados y otras obras sociales y de evangelización. En 2017, el instituto contaba con 1.278 religiosas y 187 comunidades, presentes en Bélgica, Filipinas, India, Irlanda, Israel, Italia, Mali, Países Bajos, Pakistán, Reino Unido, República Centroafricana, República Democrática del Congo, Ruanda, Sri Lanka, Sudáfrica y Vietnam.